# Omen (Band)
Omen ist eine US-amerikanische Power-Metal-Band aus Los Angeles, Kalifornien, die im Jahr 1983 gegründet wurde, sich 1988 trennte und 1996 wieder zusammen fand.

## Geschichte
Die Band wurde im Jahr 1983 vom Gitarristen Kenny Powell gegründet, welcher vorher bei der Band Savage Grace tätig war. Kurze Zeit später stießen Sänger J.D. Kimball, Bassist Jody Henry, und Schlagzeuger Steve Wittig zur Band. Im Jahr 1984 unterschrieb die Band einen Vertrag bei Metal Blade Records und veröffentlichte ihr Debütalbum Battle Cry noch im selben Jahr. Die nächste Alben folgten mit Warning of Danger und The Curse in den beiden Jahren darauf. Im Jahr 1987 wurde die EP Nightmares veröffentlicht, der das nächste Album Escape to Nowhere im Jahr 1988 folgte. Auf dem Album war Coburn Pharr als neuer Sänger zu hören, da J.D. Kimball die Band verlassen hatte. Kurz nach der Veröffentlichung des Albums entschied sich Powell jedoch, die Band nicht länger fort zu führen, sodass sich die Band vorerst auflöste.
Im Jahr 1996 fand die Band wieder zusammen. Neben Kenny Powell bestand die Band nun aus Bassist Andy Haas, Schlagzeuger Ricky Murray und Sänger und Gitarristen Greg Powell. Letzterer war der Sohn von Kenny Powell. Zuvor wurde vergeblich versucht J.D. Kimball wieder als Sänger zu besetzen. Greg Powell war auf dem Album Reopening the Gates (1997) zu hören, bevor er die Band wieder verließ, um seine eigene Band zu gründen. Greg Powell wurde durch Kevin Goocher ersetzt.
Im Jahr 2003 nahm die Band das Album Eternal Black Dawn auf. Zu diesem Zeitpunkt bestand die Band aus Gitarrist Kenny Powell, Sänger Kevin Goocher, Schlagzeuger Rick Murray und Bassist Andy Haas. Im selben Jahr erlag der ehemalige Sänger J.D. Kimball seinem Krebsleiden.

## Stil
Die Band spielt klassischen Power Metal der 1980er-Jahre. Zu dieser Zeit wurden die Lieder der Band oft als „Maiden on Speed“ beschrieben. Charakteristisch ist zudem der markante Gesang.

## Diskografie
- 1984: Battle Cry (Album, Metal Blade Records (USA) / Roadrunner Records (Europa))
- 1985: Warning of Danger (Album, Metal Blade Records (USA) / Roadrunner Records (Europa))
- 1986: The Curse (Album, Metal Blade Records (USA) / Roadrunner Records (Europa))
- 1987: Nightmares (EP, Metal Blade Records (USA) / Roadrunner Records (Europa))
- 1988: Escape to Nowhere (Album, Metal Blade Records (USA) / Roadrunner Records (Europa))
- 1989: Teeth of the Hydra (Kompilation, Metal Blade Records (USA) / Roadrunner Records (Europa))
- 1997: Reopening the Gates (Album, Massacre Records)
- 1998: Battle Anthems (EP, Metal Invader Records)
- 2003: Omen (Box-Set, Metal Blade Records)
- 2003: Eternal Black Dawn (Album, Mausoleum Records (Europa) / Crash Music Inc.)
- 2008: Into the Arena: 20 Years Live (Live-Album, KRP Records)
- 2010: Blood – Steel – Vengeance – A Collection of Essential Omen Songs (Kompilation, KRP Records)